# Mine de Changshanhao
La mine de Changshanhao est une mine à ciel ouvert d'or située en Mongolie-Intérieure en République populaire de Chine. Elle est exploitée par le Shandong Gold Group (en). Elle a ouvert en 2007.
En 2023, elle le deuxième site aurifère le plus important de Chine, après le site de Shaxi (Anhui).
Sa production courante annuelle est estimée à 216 000 onces d'or.